# Liste des photo-guides naturalistes
Les photo-guides naturalistes (PGN) de Wikipédia sont des pages contenant des galeries-photos permettant une identification de la faune et de la flore de sites naturels terrestres ou sous-marins.

## Photo-guides naturalistes sous-marins

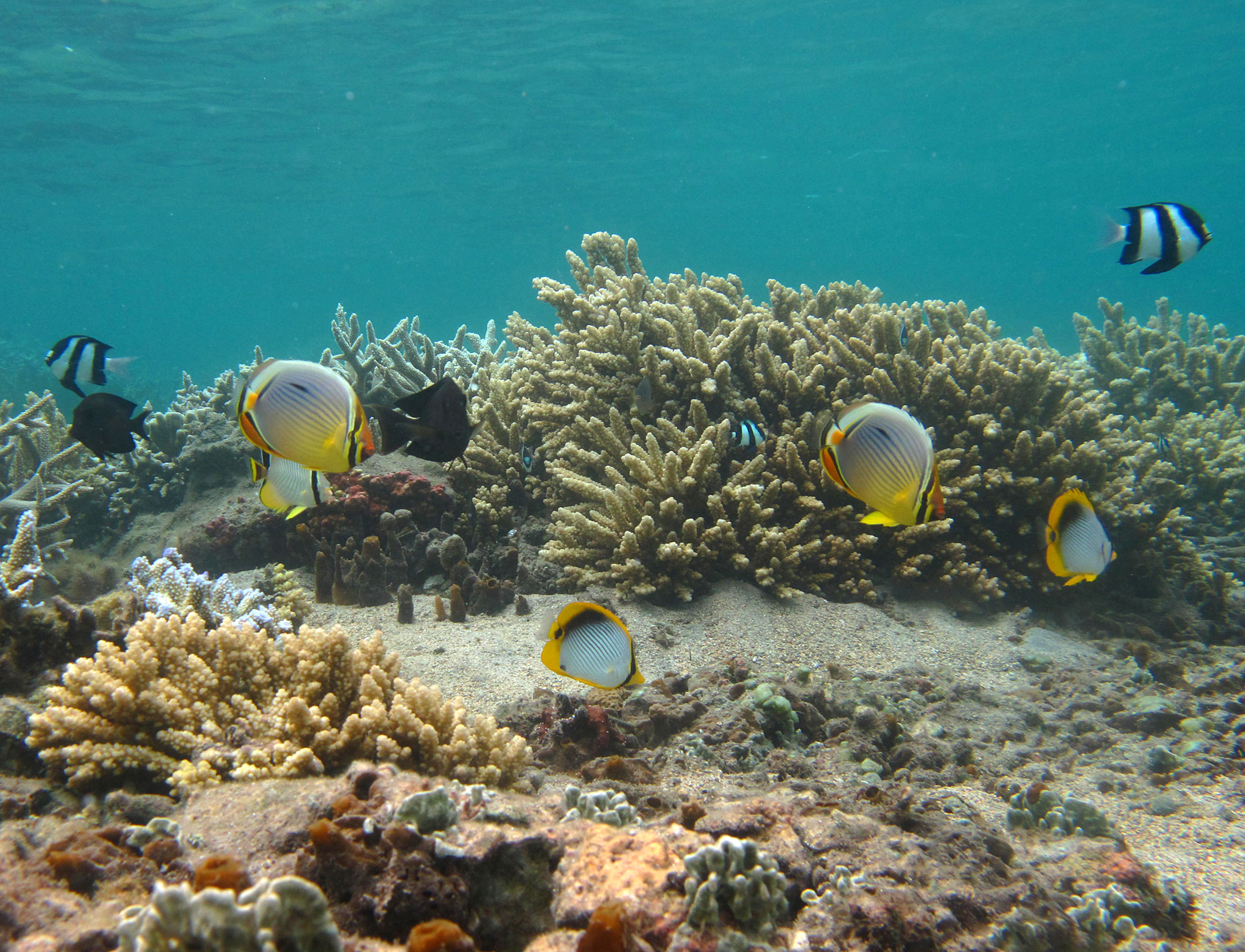
PGN sous-marin du lagon de la Réunion
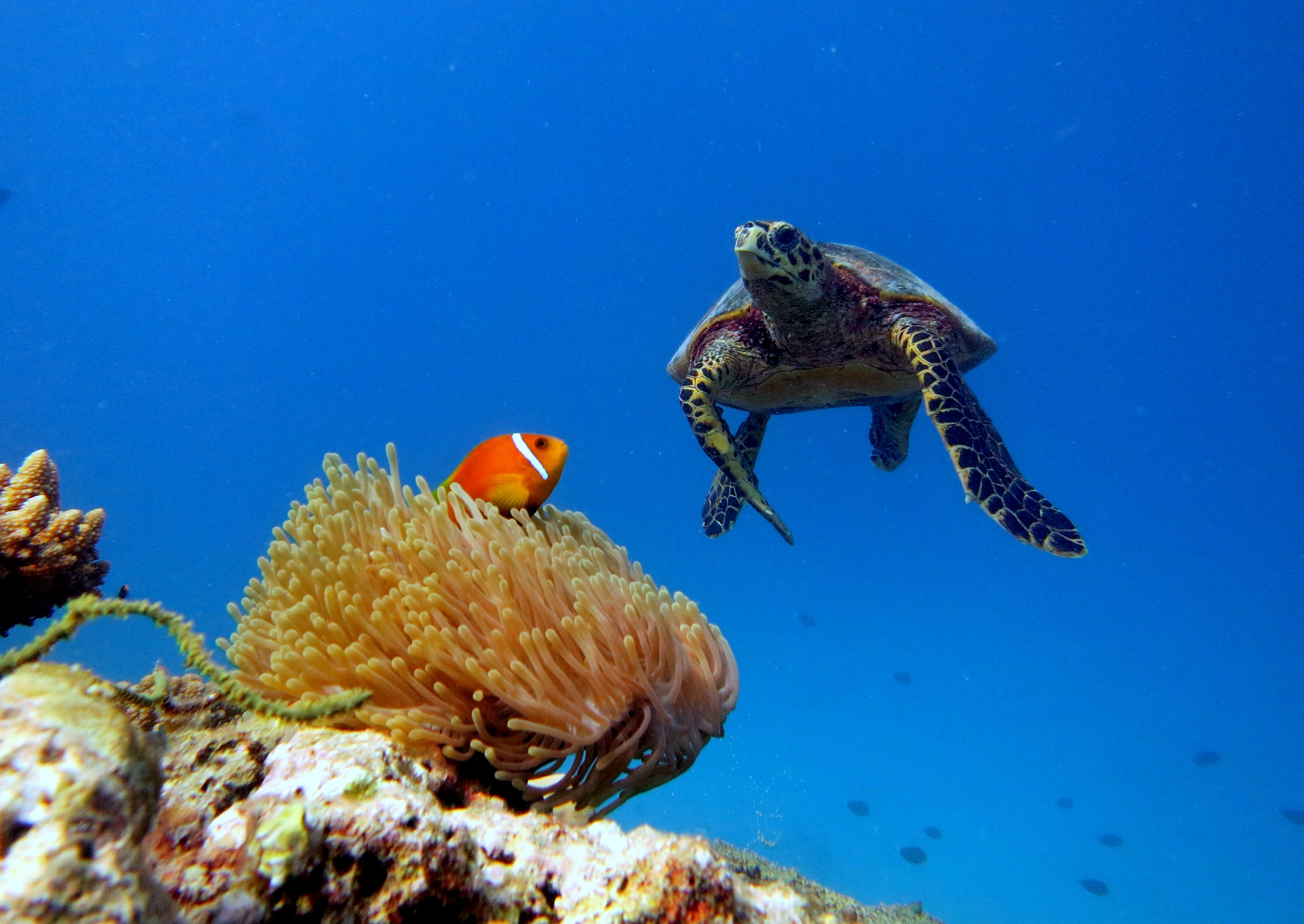
PGN sous-marin de l'atoll de Baa (Maldives)
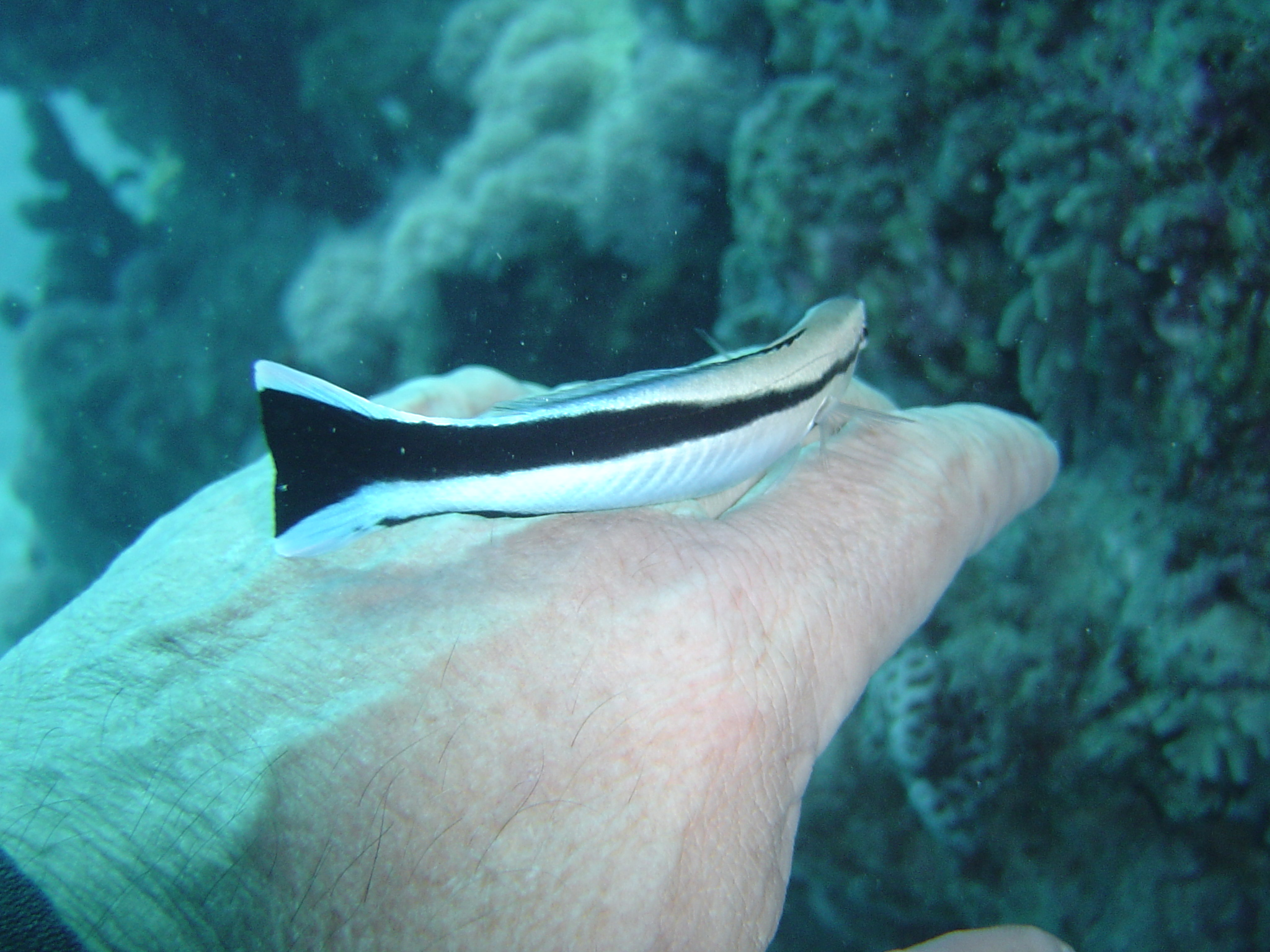
PGN sous-marin de Hurghada (Égypte)
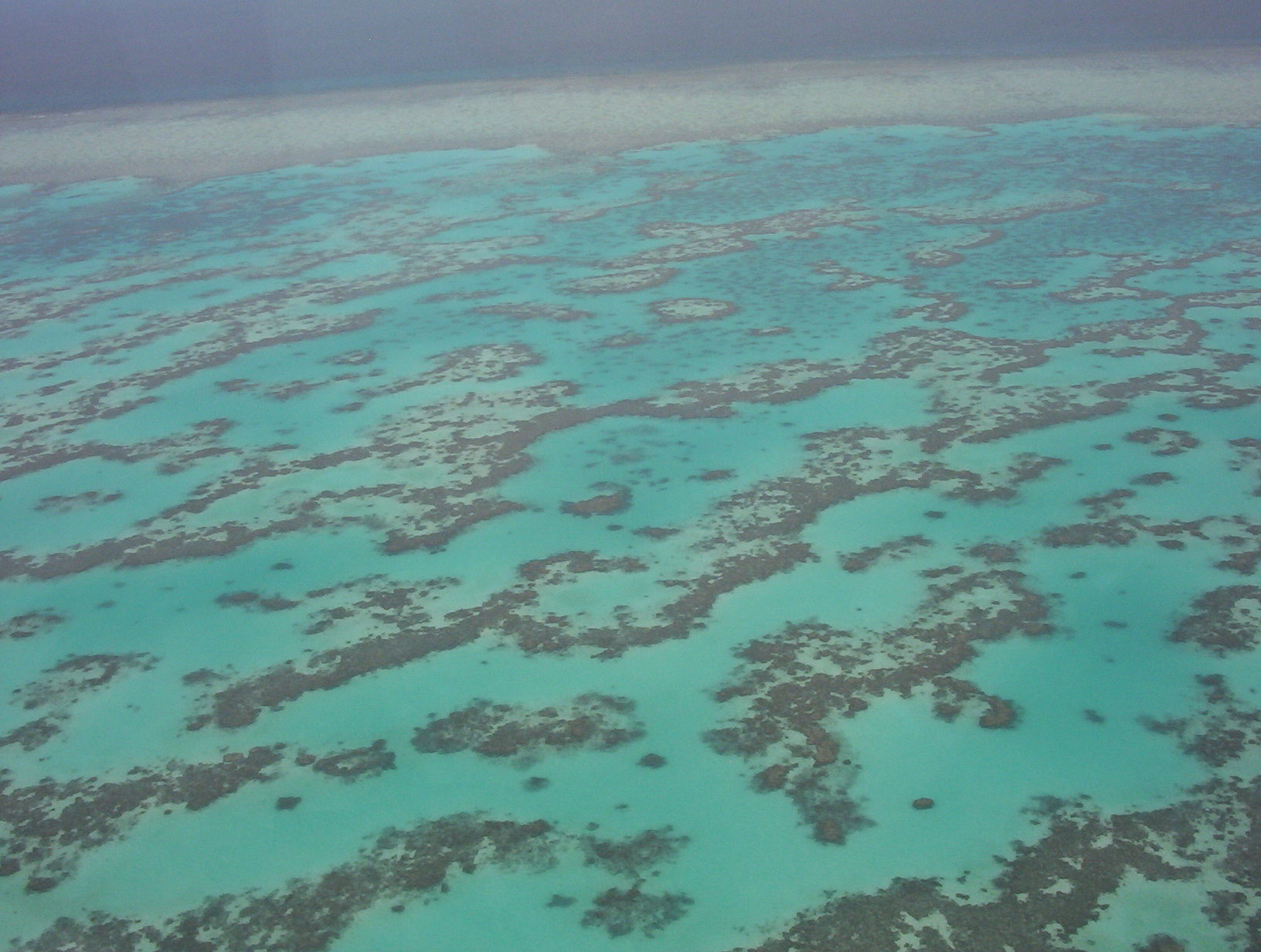
PGN sous-marin de la grande barrière de corail (Australie)
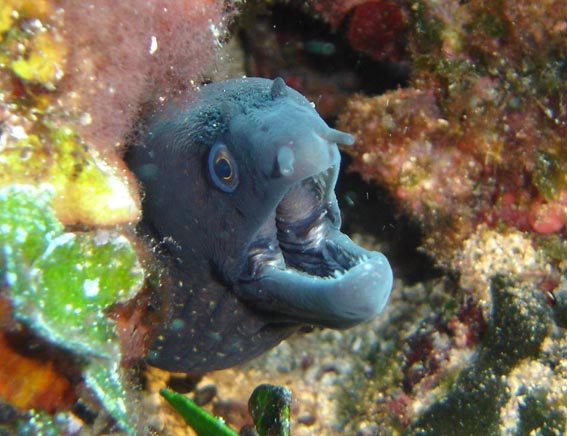
PGN sous-marin de la Dalmatie (Croatie)
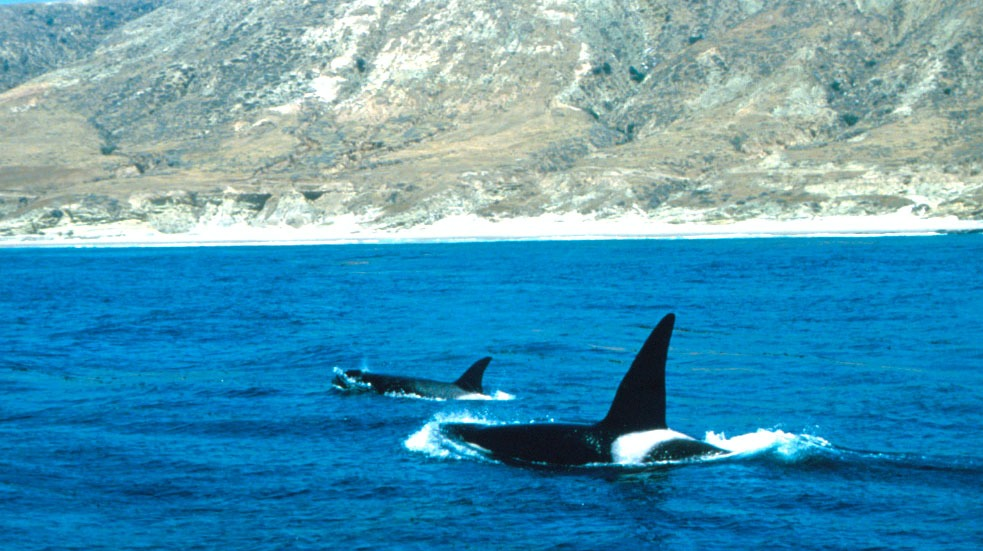
PGN sous-marin du sanctuaire des Channel Islands (États-Unis)
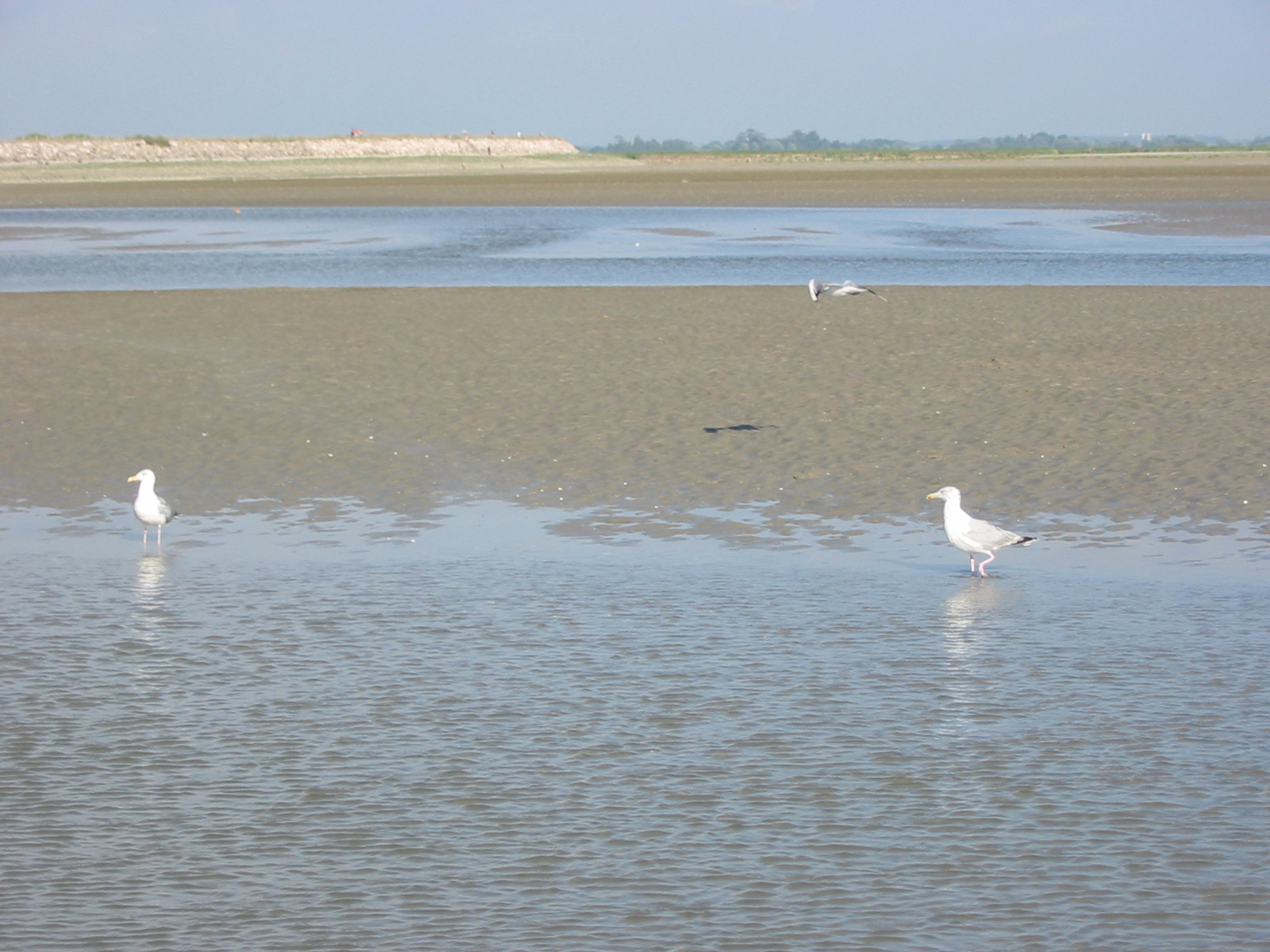
PGN sous-marin de la Baie de Somme
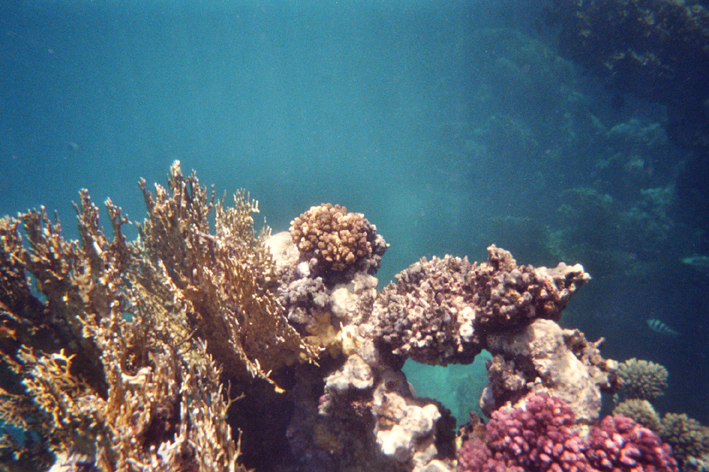
PGN sous-marin de Marsa Alam (Egypte)
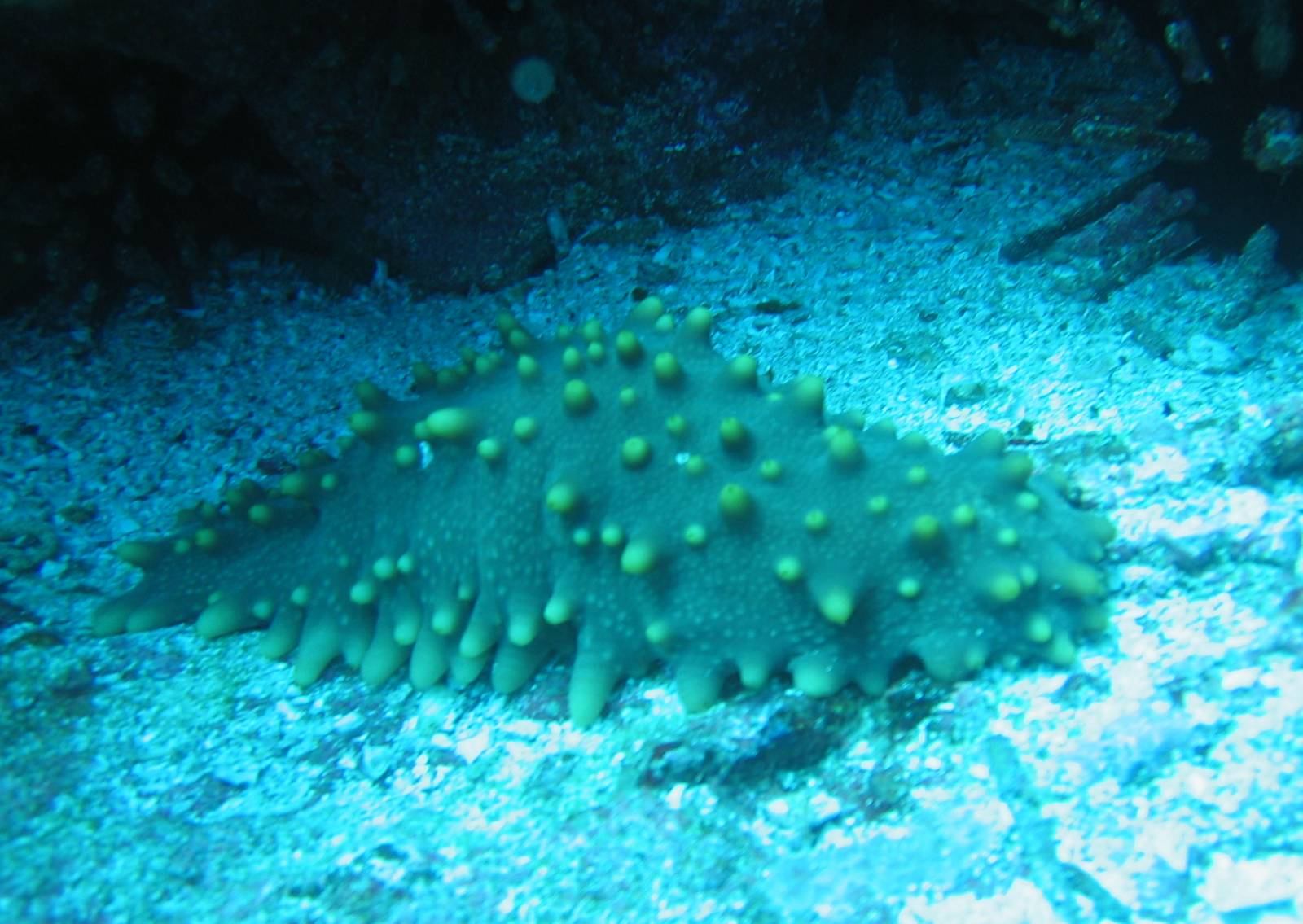
PGN sous-marin des Galapagos (Équateur)
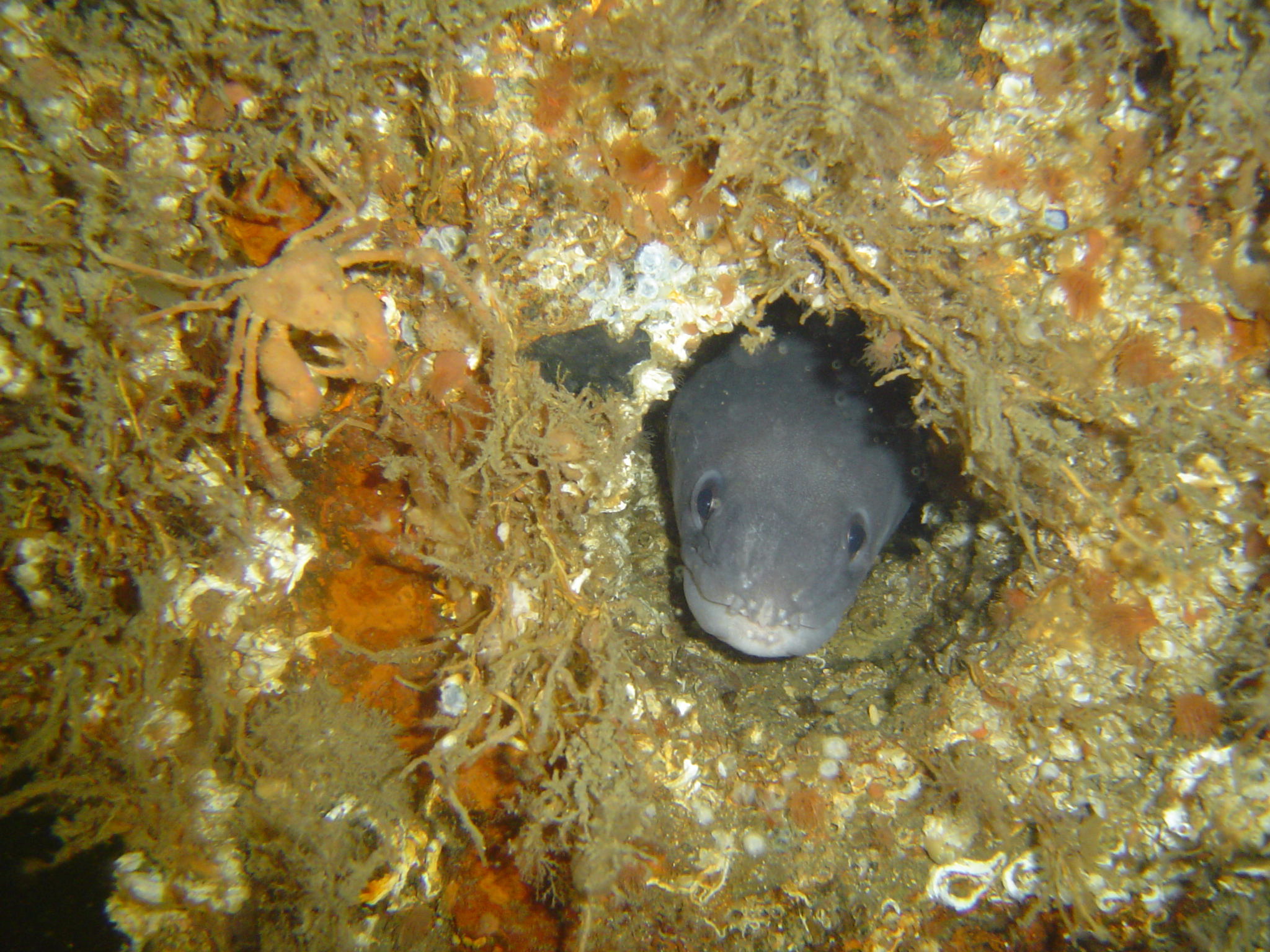
PGN sous-marin de la Seine Maritime

## Photo-guides naturalistes terrestres

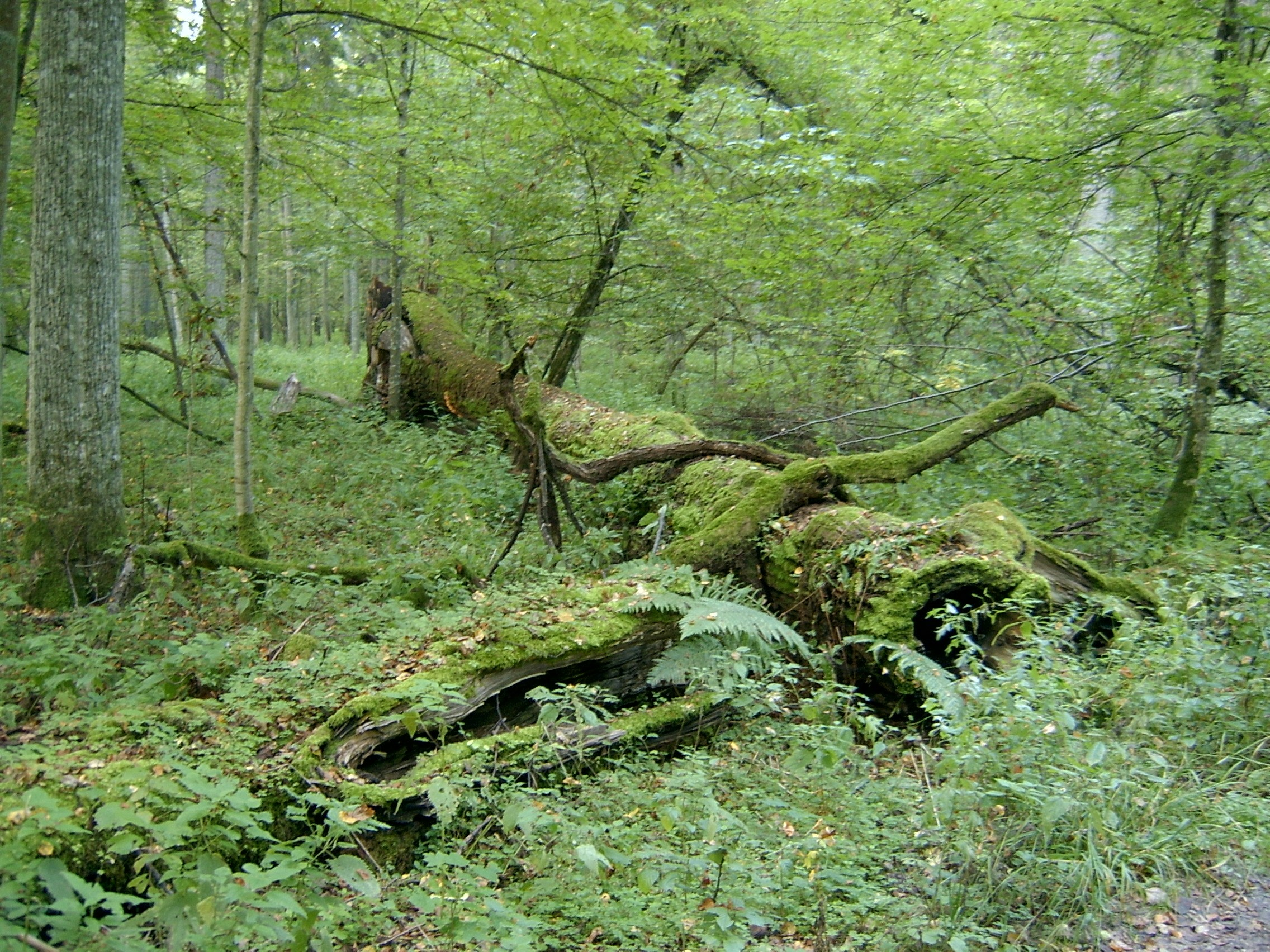
PGN du parc national de Bialowieza (Pologne)

## Faunes régionales par taxon

### Vertébrés

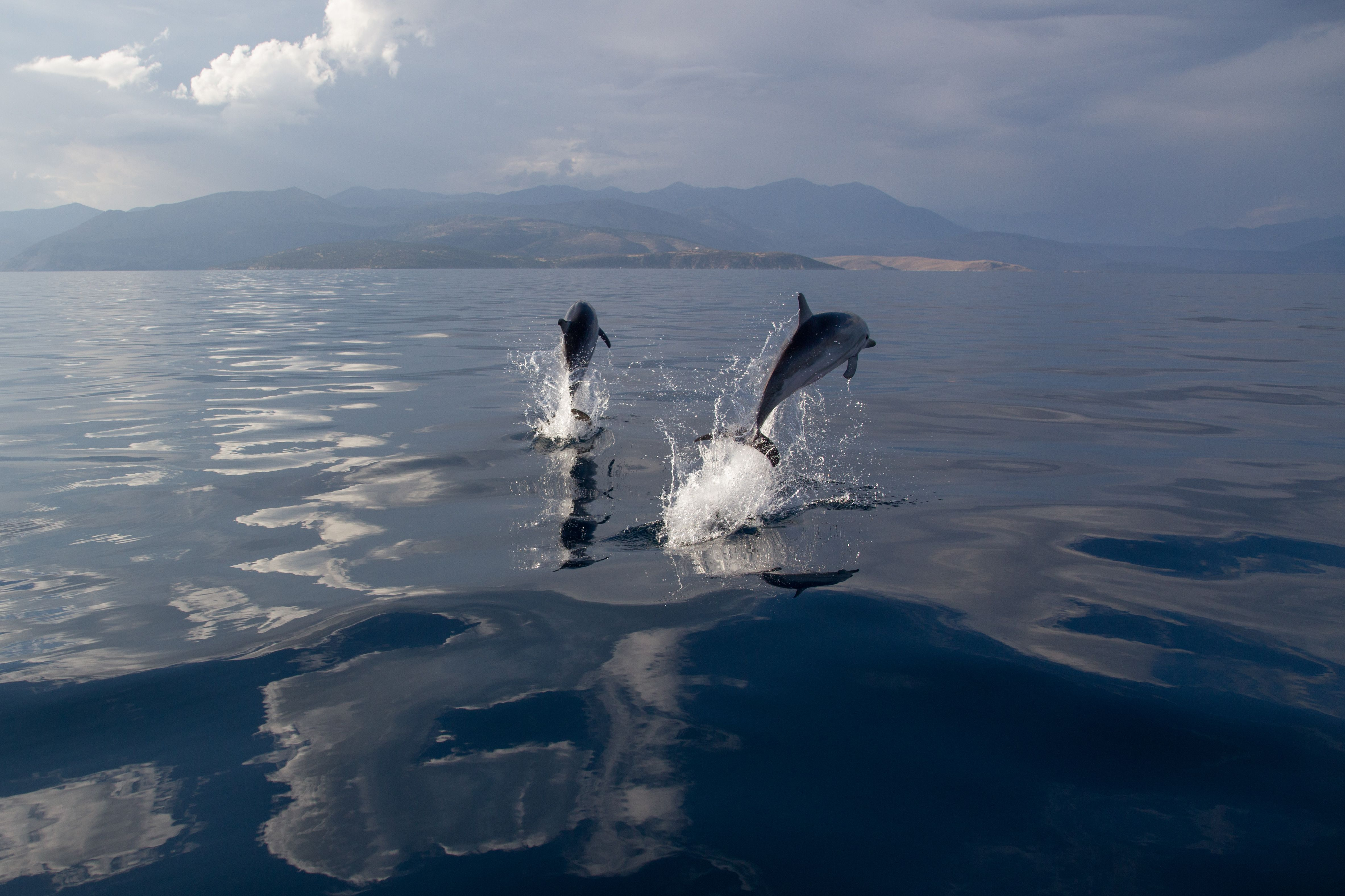
Cétacés de Méditerranée

### Invertébrés

Échinodermes
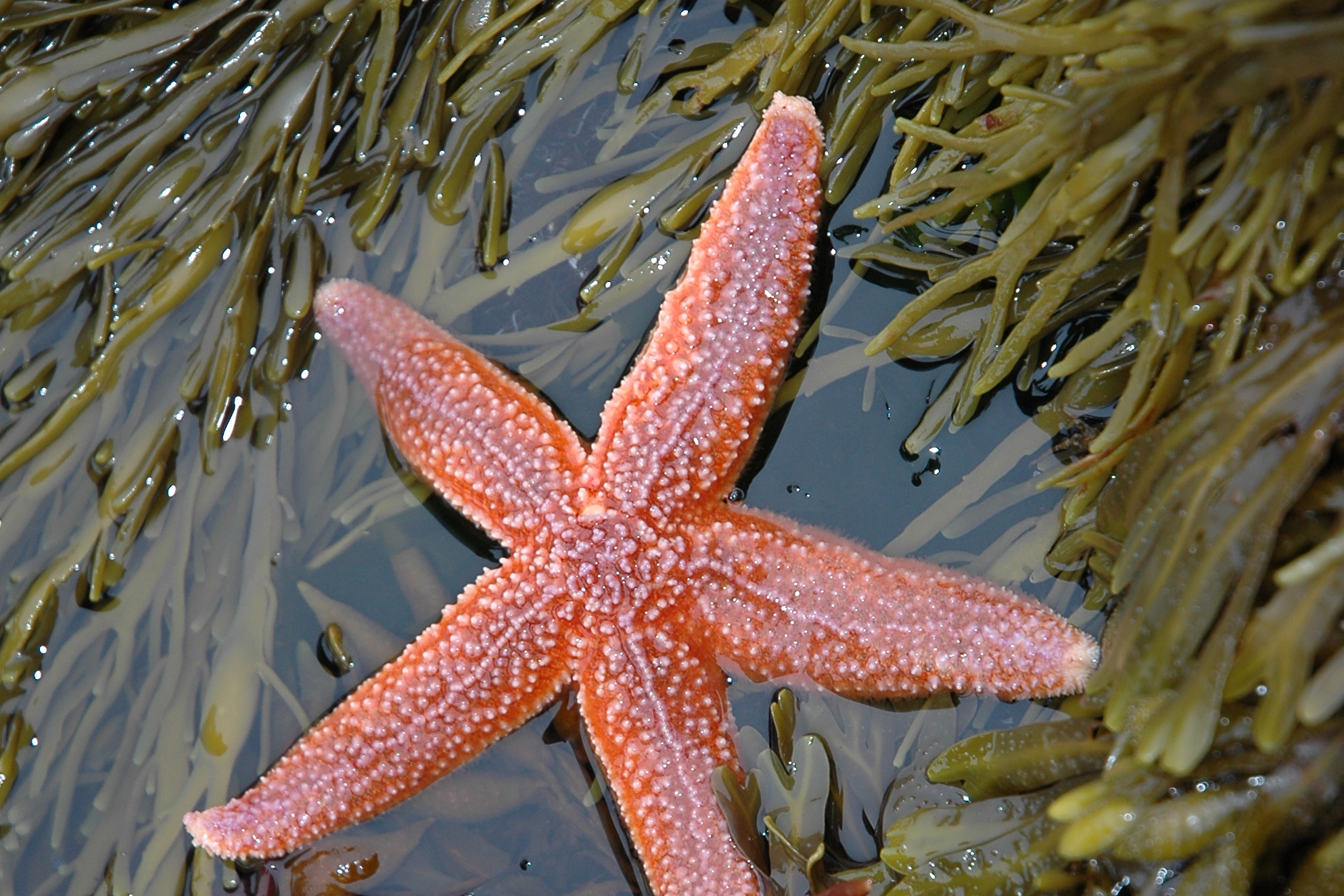
Échinodermes de l'Atlantique nord-est
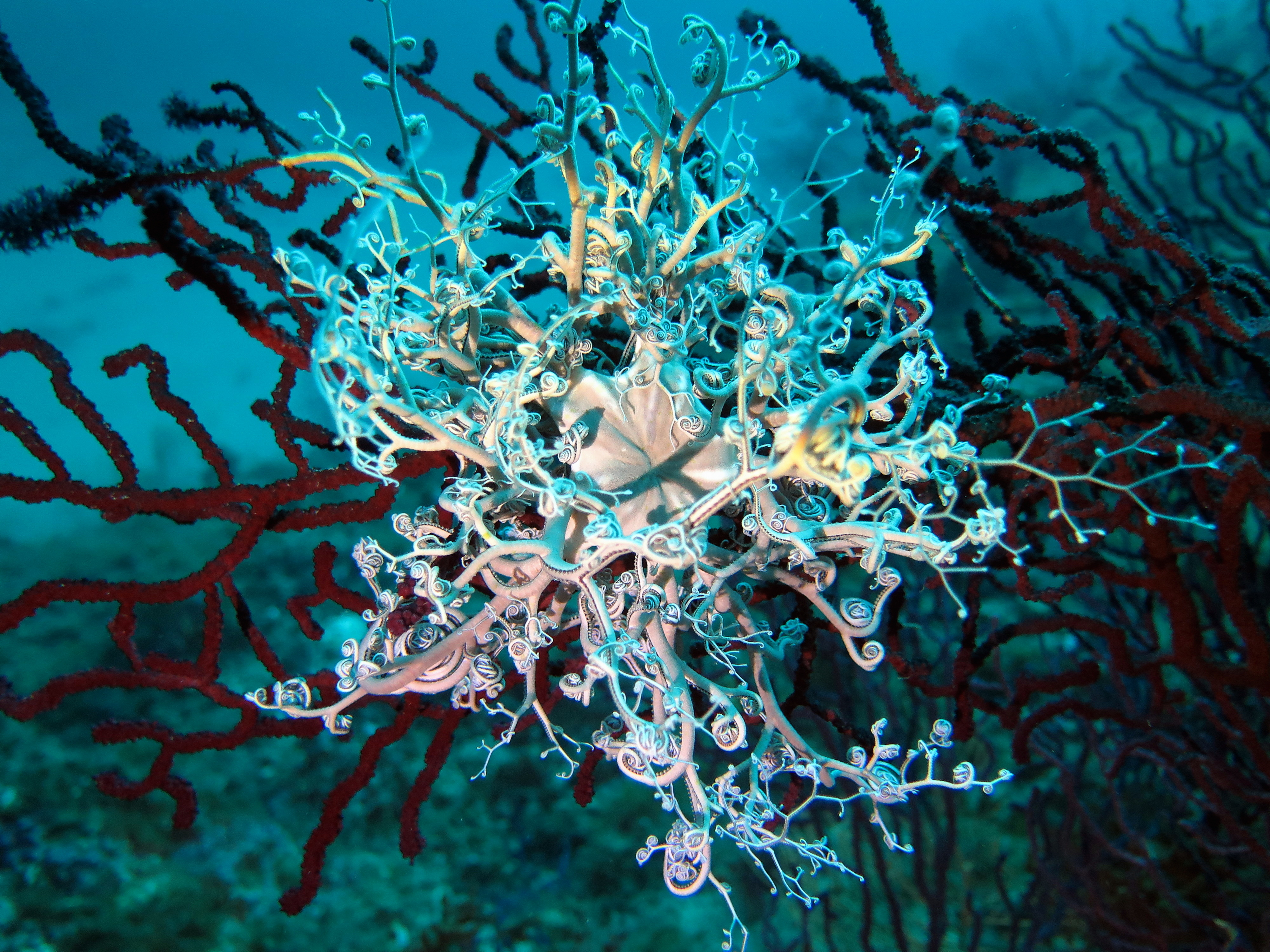
Échinodermes de Méditerranée
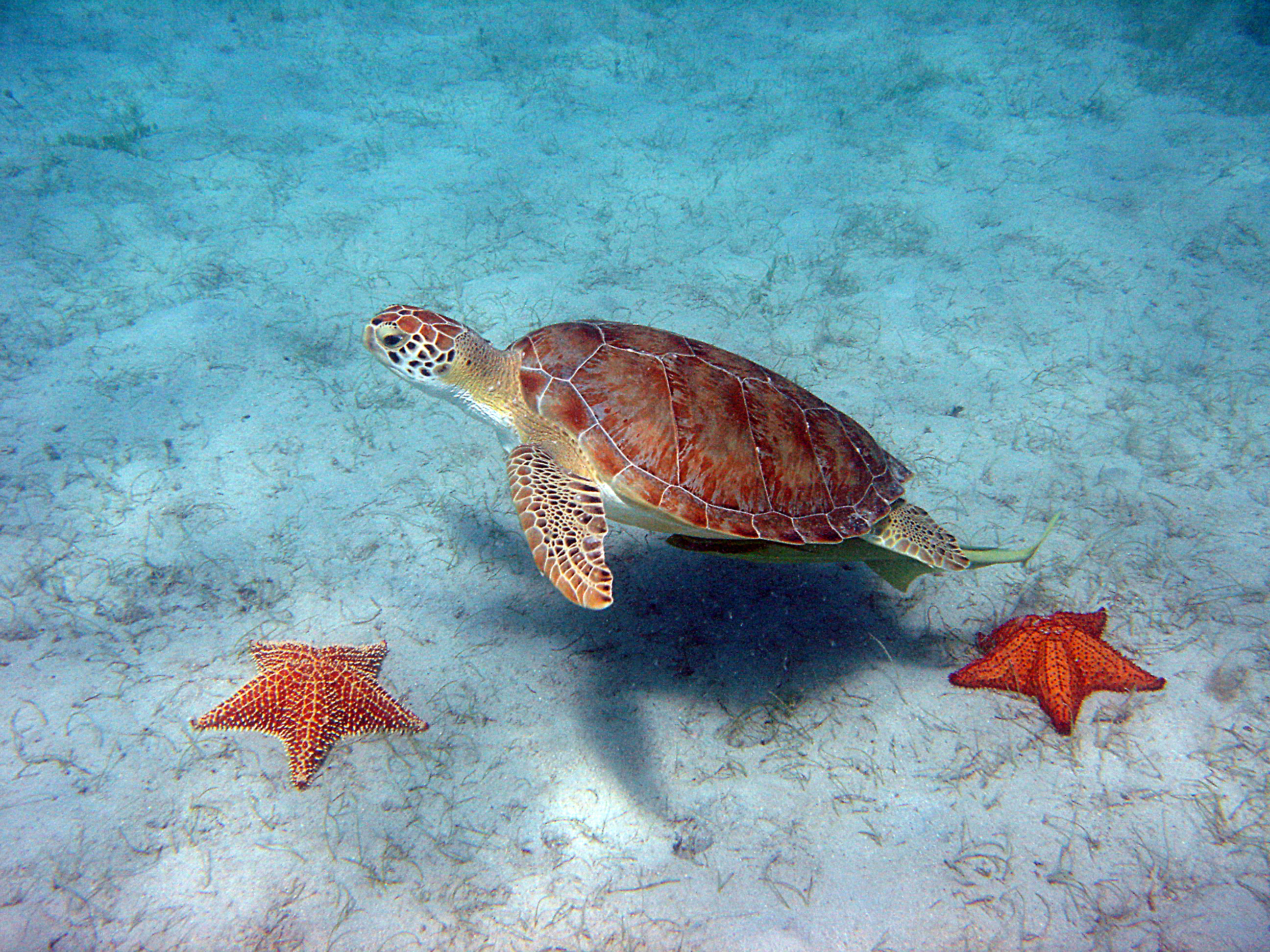
Échinodermes des Caraïbes
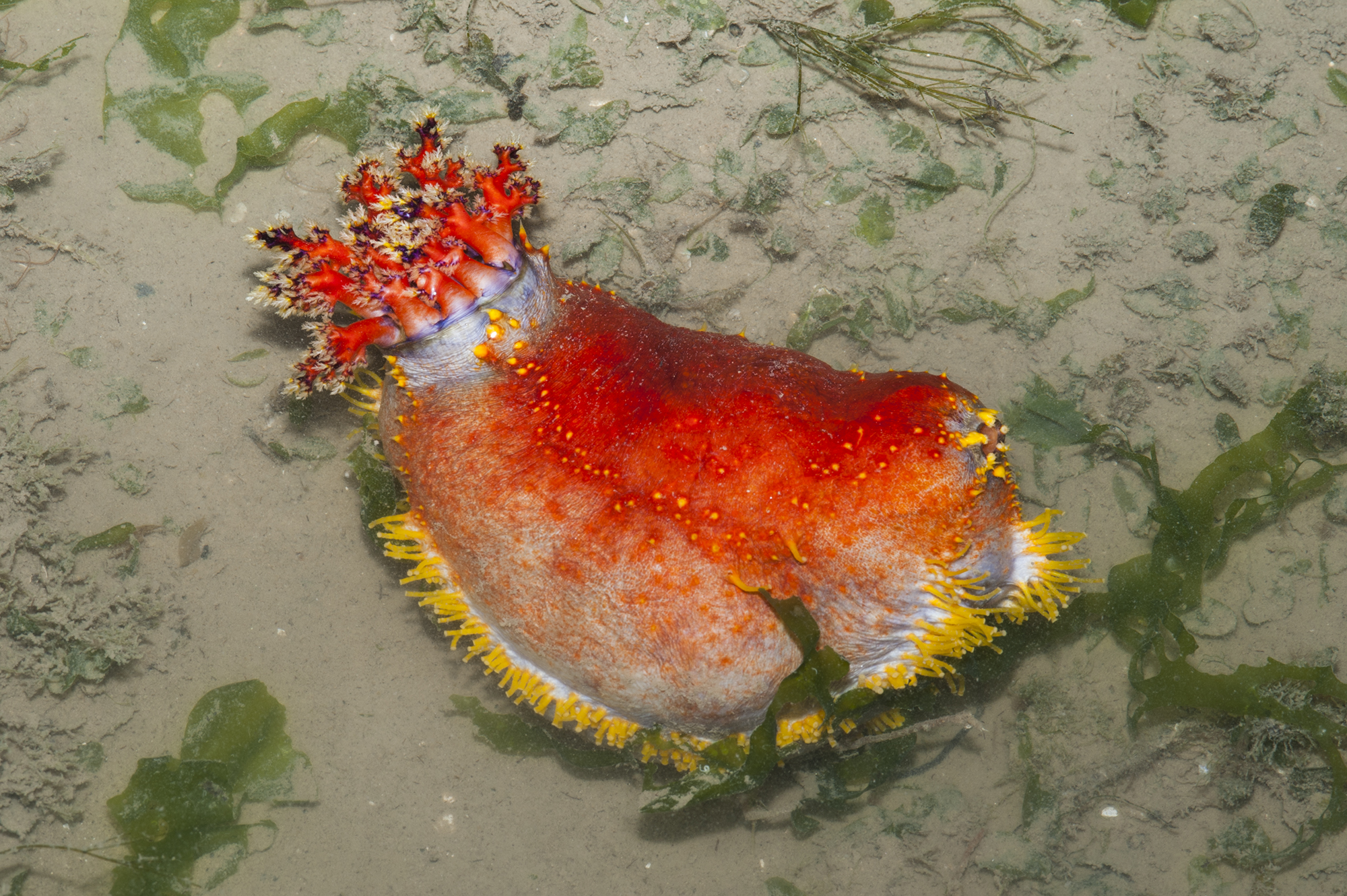
Échinodermes de Singapour
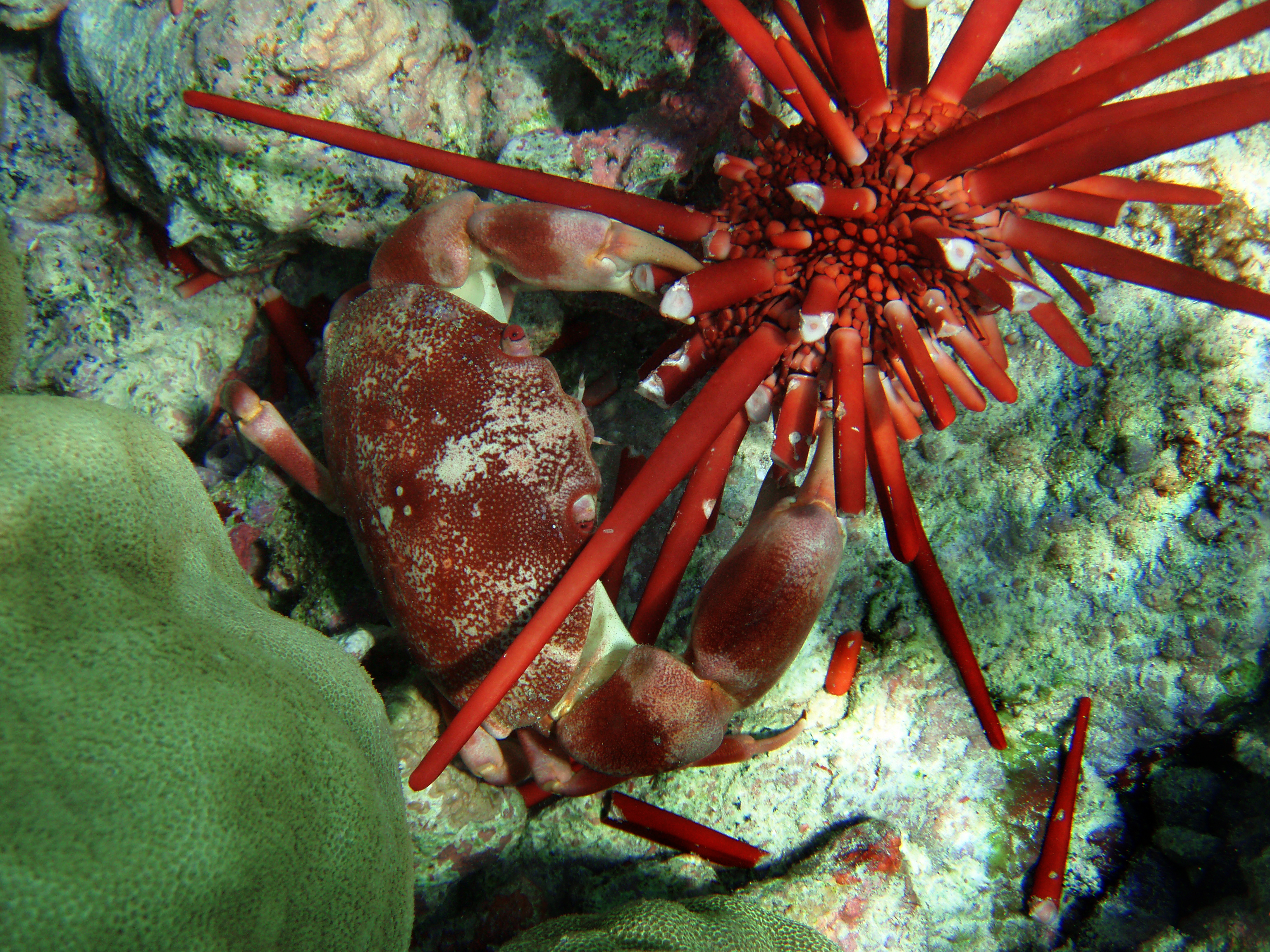
Échinodermes d'Hawaï
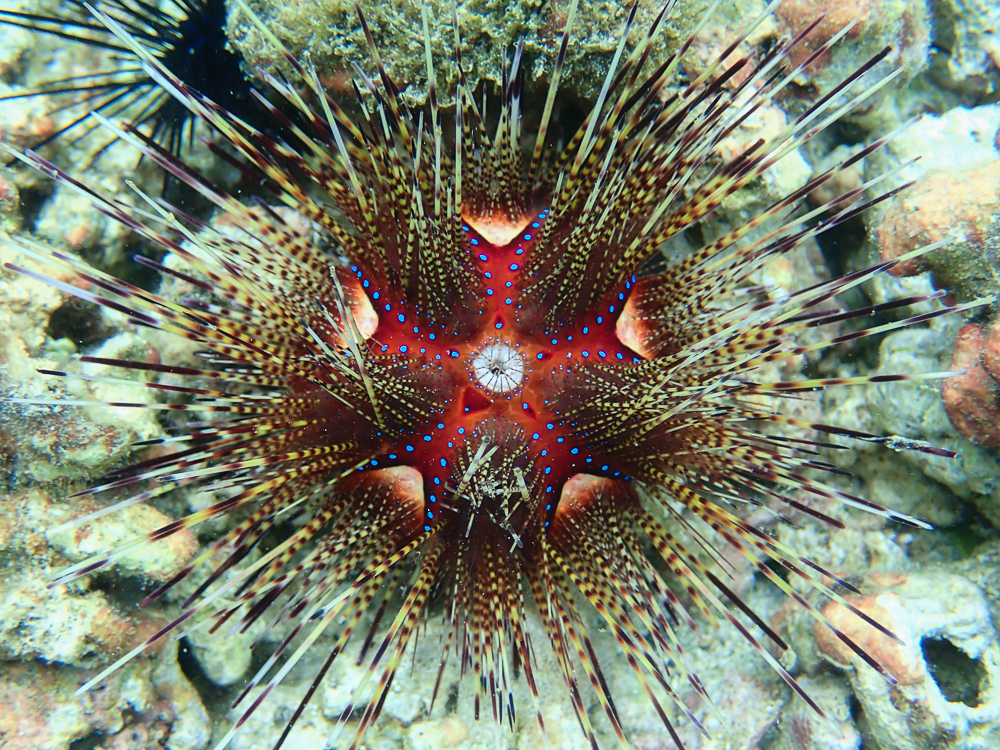
Échinodermes du Golfe de Californie

Mollusques
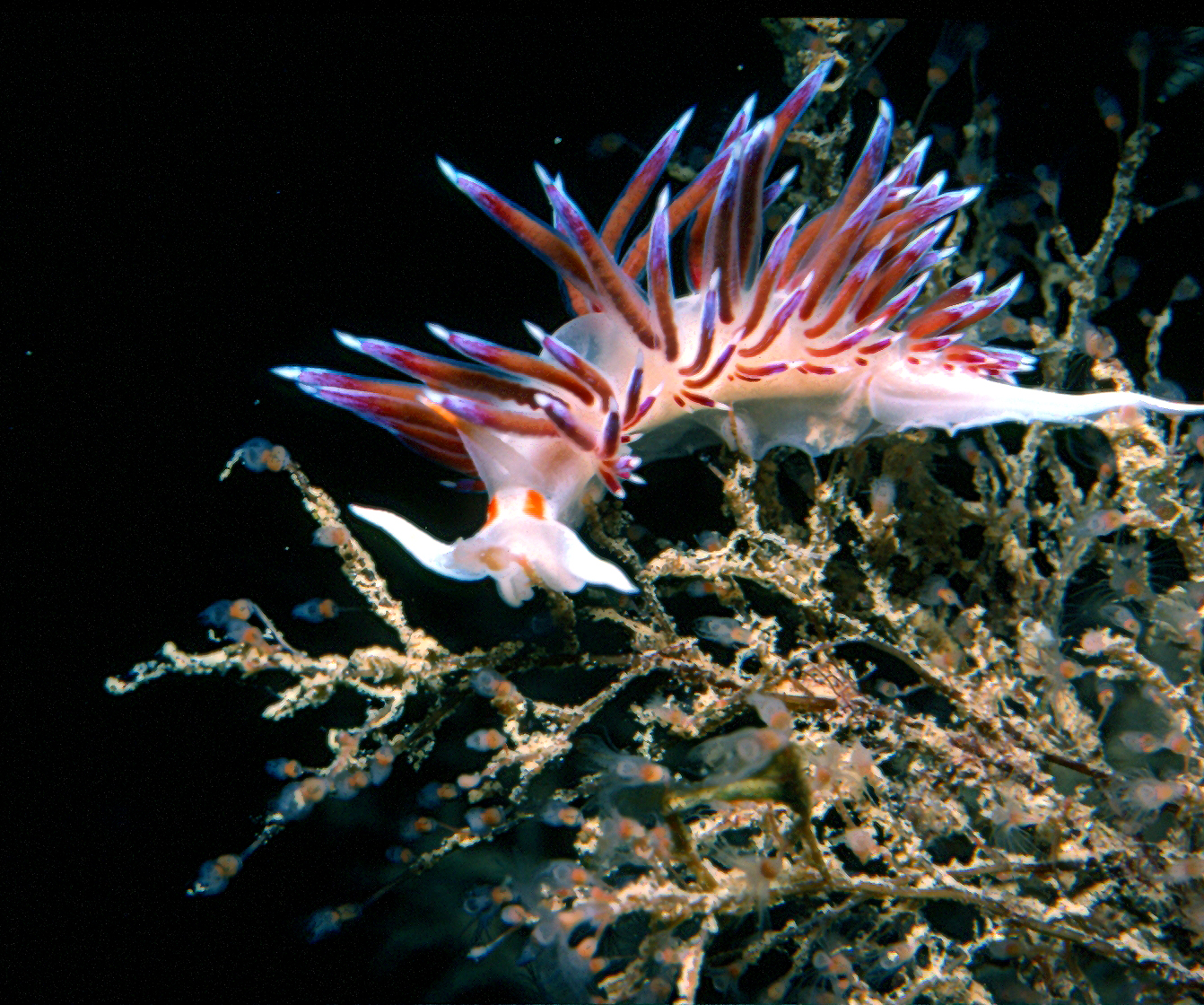
Nudibranches de Méditerranée

### Sites internet d'images libres de droit
- Wikimedia Commons - Animalia
- Les plus belles photos animalières de Wiki Commons
- US National Oceanic & Atmospheric Administration - Ocean Explorer
- U.S. Fish and Wildlife Service
- Biologia Centrali-Americana (Smithsonian Institute)